# Platypalpus nanus
Platypalpus nanus is een vliegensoort uit de familie van de Hybotidae. De wetenschappelijke naam van de soort is voor het eerst geldig gepubliceerd in 1924 door Oldenberg.